# Maybe Tomorrow
Maybe Tomorrow – album studyjny The Jackson 5, wydany przez Motown Records w 1971 roku. Rozszedł się w nakładzie 3,5 miliona kopii na całym świecie.

## Lista utworów
1. „Maybe Tomorrow” [The Corporation] – 4:41
2. „She's Good” [The Corporation] – 2:59
3. „Never Can Say Goodbye” [Clifton Davis] – 2:57
4. „The Wall” [Larson / Marcellino / Sawyer] – 3:03
5. „Petals” [The Corporation] – 2:34
6. „Sixteen Candles” [Dixon / Khent] – 2:45
7. „(We've Got) Blue Skies” [Bee / Clark / Stephenson / Wilkinson] – 3:21
8. „My Little Baby” [The Corporation] – 2:58
9. „It's Great to Be Here” [The Corporation] – 2:59
10. „Honey Chile” [w oryginale wykonywane przez: Martha Reeves & the Vandellas] [Richard Morris, Sylvia Moy] – 2:45
11. „I Will Find a Way” [The Corporation] – 2:57